# Cladonia imbricarica
Cladonia imbricarica är en lavart som beskrevs av Kristinsson. Cladonia imbricarica ingår i släktet Cladonia och familjen Cladoniaceae.  Arten är reproducerande i Sverige. Inga underarter finns listade i Catalogue of Life.